# Dasyphyllum colombianum
Dasyphyllum colombianum là một loài thực vật có hoa trong họ Cúc. Loài này được (Cuatrec.) Cabrera mô tả khoa học đầu tiên năm 1959.